# Нижневартовск
Нижневартовск (на руски: Нижневартовск) е град в Ханти-Мансийския автономен окръг, Русия, административен център на Нижневартовски район. Населението на града през 2012 година е 262 600 души. Разполага с пристанище на река Об и международно летище.

## История
Селището е основано през 1909 година, а получава статут на град през 1972 година.

## Известни жители на града
- Евгени Макаренко – многократен световен и европейски шампион по бокс.
- Ксения Сухинова – носителка на титлата Мис Свят за 2008 година.
- Дмитрий Яковленко – гросмайстор, един от десетте най-добрите играчи в света под редакцията на ФИДЕ.